# Rosie Huntington-Whiteley
Rosie Alice Huntington-Whiteley (Plymouth, 18 april 1987) is een Engels model en actrice.

## Achtergrond
Huntington-Whiteley werd geboren in Freedom Fields Ziekenhuis in Plymouth als dochter van Fiona en Charles Huntington-Whiteley.
Huntington-Whiteley groeide op in Tavistock, dat in het zuidwesten van Engeland ligt. In 2003, toen ze studeerde, werd ze ontdekt door Profile Model Management. Hoewel ze vanaf dat moment een loopbaan als model kreeg, is dit nooit haar eerste keuze geweest. In eerste instantie was ze namelijk aan het studeren om achter de schermen in de modewereld te kunnen werken.

## Carrière
Sinds 2006 is Rosie een van de Victoria's Secret-modellen. Verder deed ze ook modellenwerk onder meer voor Bloomingdale's, DKNY, Shiatzy Chen, French Connection, Pepe Jeans en Ralph Lauren. In 2009 won ze op de Elle Style Awards de titel van "Model of the Year". Ze staat ook in de 2010-editie van de Pirelli-kalender.
In 2011 speelde ze de vrouwelijke hoofdrol in Transformers: Dark of the Moon. In 2015 speelde ze mee in Mad Max: Fury Road.
In juni 2011 werd Rosie door het Amerikaanse magazine Maxim uitgeroepen tot "World’s most beautiful woman".

## Privé
Huntington-Whiteley is sinds 10 januari 2016 verloofd met Jason Statham. Ze hebben een zoon en dochter.